# 克萊森特 (堪薩斯州)
克萊森特（Clay Center）為美國堪薩斯州克莱县的一座城市，也是克莱县的縣治所在地。根據2010年美國人口普查，此城市人口有4,334人。

## 歷史
克萊森特於1862年開始有人定居。城市名稱為因坐落於克萊縣的地理中心而得名。
克萊森特境內首間郵政局於1862年7月3日成立。
克萊森特有芝加哥，岩島和太平洋鐵路和聯合太平洋鐵路的支線通過。

## 地理
克萊森特坐落在北緯39度22分48秒、西經97度7分23秒（亦可表示為39.379920, -97.123168）處。根據美国人口调查局的資料，此城市總面積為3.08平方英里（7.98平方），全境皆為陸地。克萊森特所在的地理位置正好位於洛杉矶和纽约等兩大城市之間。從克萊森特到這兩座城市皆相距1,224英里（1,970）。

### 氣候
夏季溼熱、冬季不甚乾冷為此地區的氣候特徵。根據柯本气候分类法，克萊森特的氣候屬於副热带湿润气候，在氣候圖中簡寫「Cfa」。

## 人口統計
| 调查年                           | 人口  | 备注   | %±    |
| -------------------------------- | ----- | ------ | ----- |
| 1880                             | 1,753 |        | —     |
| 1890                             | 2,802 |        | 59.8% |
| 1900                             | 3,069 |        | 9.5%  |
| 1910                             | 3,438 |        | 12.0% |
| 1920                             | 3,715 |        | 8.1%  |
| 1930                             | 4,386 |        | 18.1% |
| 1940                             | 4,518 |        | 3.0%  |
| 1950                             | 4,528 |        | 0.2%  |
| 1960                             | 4,613 |        | 1.9%  |
| 1970                             | 4,963 |        | 7.6%  |
| 1980                             | 4,948 |        | −0.3% |
| 1990                             | 4,613 |        | −6.8% |
| 2000                             | 4,564 |        | −1.1% |
| 2010                             | 4,334 |        | −5.0% |
| 2014年估计                       | 4,177 | [ 14 ] | −3.6% |
| U.S. Decennial Census 2012年估計 |       |        |       |

### 2010年普查
據2010年人口普查，此城市人口有4,334人，戶數1,920戶，1,172個家庭。人口密度為543.3人/每平方公里（1,407.1人/每平方英里）。此城市有2,158棟住宅，平均每平方公里有270.5棟住宅。此城市居民之種族中，白人佔96.9%，非裔美國人佔0.5%，美洲原住民佔0.6%，亞裔美國人佔0.3%，其他種族佔0.4%，混血種族則佔1.3%。而西班牙裔或拉丁裔美國人佔此城市人口的1.8%。
此城市之戶籍數計有1,920戶。其中擁有18歲以下孩童的住戶佔27.0%；已婚夫婦且同居的住戶佔48.8%，住戶為女性單親者佔8.2%；住戶為男性單親者佔4.0%；住戶並非一個家庭的佔39.0%。住戶為獨自一人居住的佔全戶之35.0%，其中有20.1%為65歲或以上之獨居老人。每戶住戶平均成員人數為2.21人，每個家庭平均成員人數則是2.82人。
此城市居民之年齡中位數為44.5歲。以年齡層分類，年齡低於18歲者佔22.5%；年齡介在18歲至24歲之間者佔6.6%；年齡介在25歲至44歲之間者佔21.4%；年齡介在45歲至64歲之間者佔25.8%；年齡高於65歲者佔23.7%。男性佔全市人口之48.6%，女性則佔全市人口之51.4%。

### 2000年普查
據2000年人口普查，此城市人口有4,564人，戶數1,979戶，1,258個家庭。人口密度為680.4人/每平方公里（1,762.4人/每平方英里）。此城市有2,191棟住宅，平均每平方公里有326.6棟住宅。此城市居民之種族中，白人佔97.98%，非裔美國人佔0.64%，美洲原住民佔0.33%，亞裔美國人佔0.20%，其他種族佔0.07%，混血種族則佔0.79%。而西班牙裔或拉丁裔美國人佔此城市人口的0.53%。
此城市之戶籍數計有1,979戶，其中擁有18歲以下孩童的住戶佔27.0%；已婚夫婦且同居的住戶佔52.6%，住戶為女性單親者佔7.2%；住戶並非一個家庭的佔36.4%。住戶為獨自一人居住的佔全戶之33.4%，其中有19.7%為65歲或以上之獨居老人。每戶住戶平均成員人數為2.24人，每個家庭平均成員人數則是2.83人。
以年齡層分類，年齡低於18歲者佔23.0%；年齡介在18歲至24歲之間者佔7.3%；年齡介在25歲至44歲之間者佔22.0%；年齡介在45歲至64歲之間者佔22.5%；年齡高於65歲者佔25.1%。此城市居民之年齡中位數為43歲。性別比方面，每100名女性所對應的男性數為94.0名，如只計算18歲或以上的居民，則是每100名女性所對應的男性數為88.7名。
此城市每戶平均收入為31,531美元，每個家庭平均收入為45,567美元。男性平均收入29,526美元；女性平均收入16,149美元。此城市人均收入為19,128美元。此城市約有5.9%的家庭以及9.8%的居民低於貧窮門檻，其中18歲以下者占12.5%，65歲以上者佔10.0%。

## 當地活動
- Piotique節 （页面存档备份，存于），每年在秋天所舉辦的節慶

## 政府
克萊森特市政府由1名市長、8名市議員所組成，會議於每月第一個和第三個禮拜二晚上7時30分舉行。
- 克萊森特市政府：法院街427號（427 Court St.）

## 知名人物
- 赫伯·布拉德利（英语：Herb Bradley），職棒選手
- 沃倫亨利·科爾（英语：Warren Henry Cole），率先在醫療上應用X光線的外科醫師
- 喬治·多金（英语：George Docking），前堪薩斯州州長
- 史蒂夫·杜斯，福克斯新聞頻道「Fox and Friends」主播
- 坦尼·弗蘭克（英语：Tenney Frank），著名學者和史學家
- 威廉·戴維斯·文森特（英语：William D. Vincent），美國眾議員
- 妮可·奧赫蒂（英语：Nicole Ohlde），前堪薩斯州立大學籃球隊球員、WNBA球員
- 特雷西·克拉埃斯（英语：Tracy Claeys），明尼蘇達大學美式足球隊總教練

## 外部連結
- 克萊森特官方網站 （页面存档备份，存于）
- 克萊森特—公職人員名錄
- 克萊森特資訊 （页面存档备份，存于）

學校
- USD 379 （页面存档备份，存于），所在學區

媒體
- Clay Center Dispatch
- KCLY Radio Station 100.9 FM （页面存档备份，存于）

地圖
- 克萊森特市地圖 （页面存档备份，存于），堪薩斯州運輸部

## 延伸閱讀
- History of the State of Kansas; William G. Cutler; A.T. Andreas Publisher; 1883. (Online HTML eBook)（页面存档备份，存于）
- Kansas : A Cyclopedia of State History, Embracing Events, Institutions, Industries, Counties, Cities, Towns, Prominent Persons, Etc; 3 Volumes; Frank W. Blackmar; Standard Publishing Co; 944 / 955 / 824 pages; 1912. (Volume1 - Download 54MB PDF eBook),(Volume2 - Download 53MB PDF eBook), (Volume3 - Download 33MB PDF eBook)